# Souňov
Souňov (německy Sauniow) je obec v okrese Kutná Hora ve Středočeském kraji. Leží asi devět kilometrů jihovýchodně od Kutné Hory a sedm kilometrů jihozápadně od města Čáslav. Žije v ní 152 obyvatel.

## Historie
První písemná zmínka o obci pochází z roku 1416.
V obci Souňov (218 obyvatel) byly v roce 1932 evidovány tyto živnosti a obchody: 2 hostince, kovář, mlýn, 2 obchody se smíšeným zbožím, švadlena, trafika.

## Obyvatelstvo
| Rok            | 1869 | 1880 | 1890 | 1900 | 1910 | 1921 | 1930 | 1950 | 1961 | 1970 | 1980 | 1991 | 2001 | 2011 | 2021 |
| -------------- | ---- | ---- | ---- | ---- | ---- | ---- | ---- | ---- | ---- | ---- | ---- | ---- | ---- | ---- | ---- |
| Počet obyvatel | 196  | 223  | 234  | 220  | 203  | 193  | 223  | 183  | 174  | 149  | 152  | 130  | 119  | 130  | 141  |
| Počet domů     | 28   | 30   | 29   | 32   | 31   | 30   | 46   | 53   | 50   | 49   | 48   | 47   | 52   | 57   | 65   |

## Obecní správa

### Územněsprávní začlenění
Dějiny územněsprávního začleňování zahrnují období od roku 1850 do současnosti. V chronologickém přehledu je uvedena územně administrativní příslušnost obce (části obce) v roce, kdy ke změně došlo:
- do 1849 země česká, kraj Čáslav
- 1850 země česká, kraj Pardubice, politický okres Kutná Hora, soudní okres Čáslav[7]
- 1855 země česká, kraj Čáslav, soudní okres Čáslav
- 1868 země česká, politický i soudní okres Čáslav
- 1939 země česká, Oberlandrat Kolín, politický i soudní okres Čáslav[8]
- 1942 země česká, Oberlandrat Praha, politický i soudní okres Čáslav[9]
- 1945 země česká, správní i soudní okres Čáslav[10]
- 1949 Pardubický kraj, okres Čáslav[11]
- 1960 Středočeský kraj, okres Kutná Hora
- k 1. lednu 1980 Středočeský kraj, okres Kutná Hora, obec Krchleby[12]
- k 24. listopadu 1990 Středočeský kraj, okres Kutná Hora[12]
- 2003 Středočeský kraj, obec s rozšířenou působností Čáslav

## Doprava
Dopravní síť

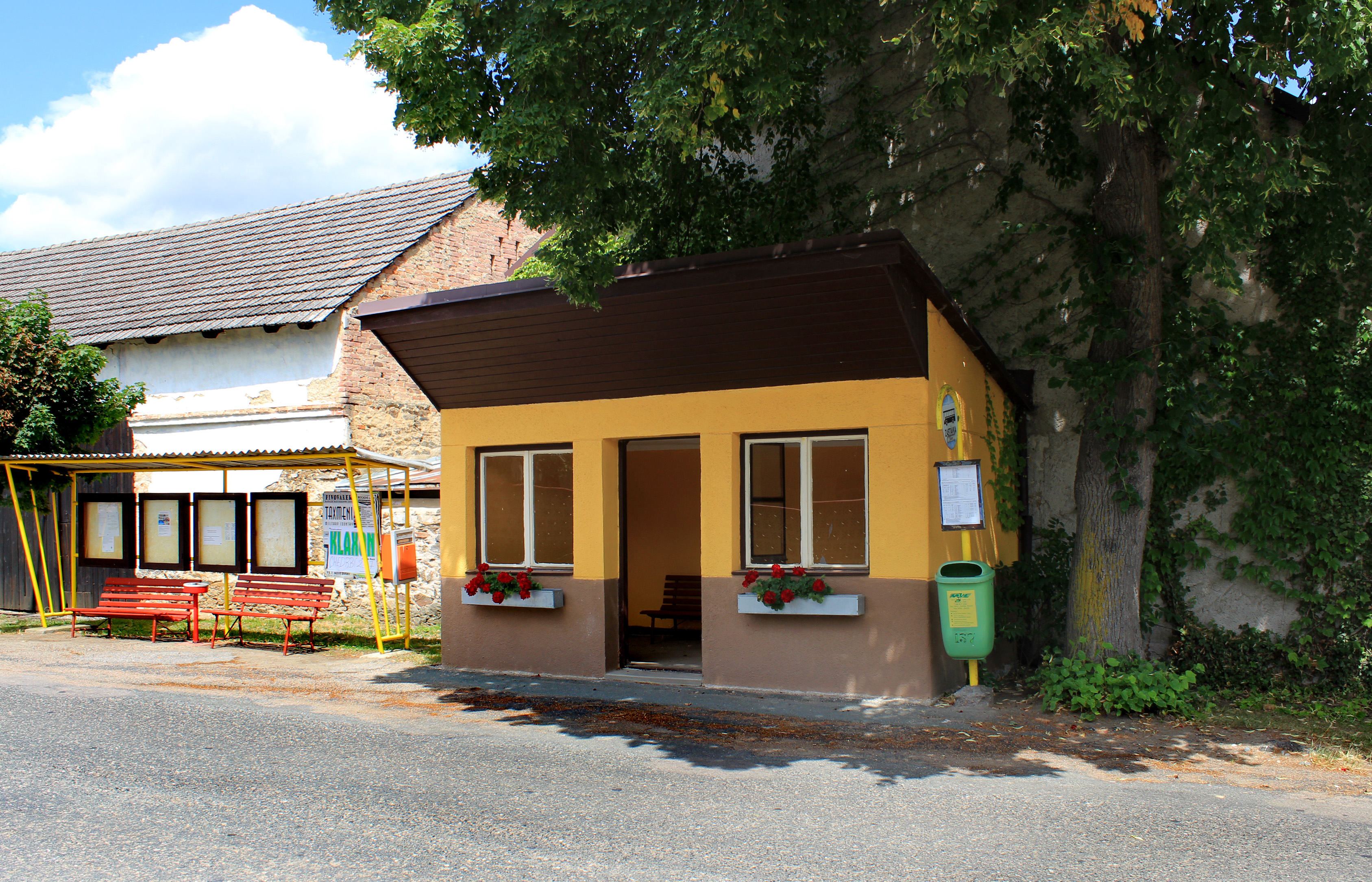
Autobusová zastávka

- Pozemní komunikace – Do obce vedou silnice III. třídy. Ve vzdálenosti dva kilometry vede silnice II/338 Ledeč nad Sázavou - Červené Janovice - Čáslav.

- Železnice – Železniční trať ani stanice na území obce nejsou.

Veřejná doprava 2011
- Autobusová doprava – Obcí vedly příměstské autobusové linky Kutná Hora-Třebešice-Zbýšov (v pracovní dny 1 spoj), Čáslav-Vodranty-Petrovice I-Štipoklasy (v pracovní dny 4 spoje) a Čáslav-Zruč nad Sázavou (v pracovní dny 1 spoj) (dopravce Veolia Transport Východní Čechy). O víkendu byla obec bez dopravní obsluhy.

## Pamětihodnosti
- Kaple

## Galerie

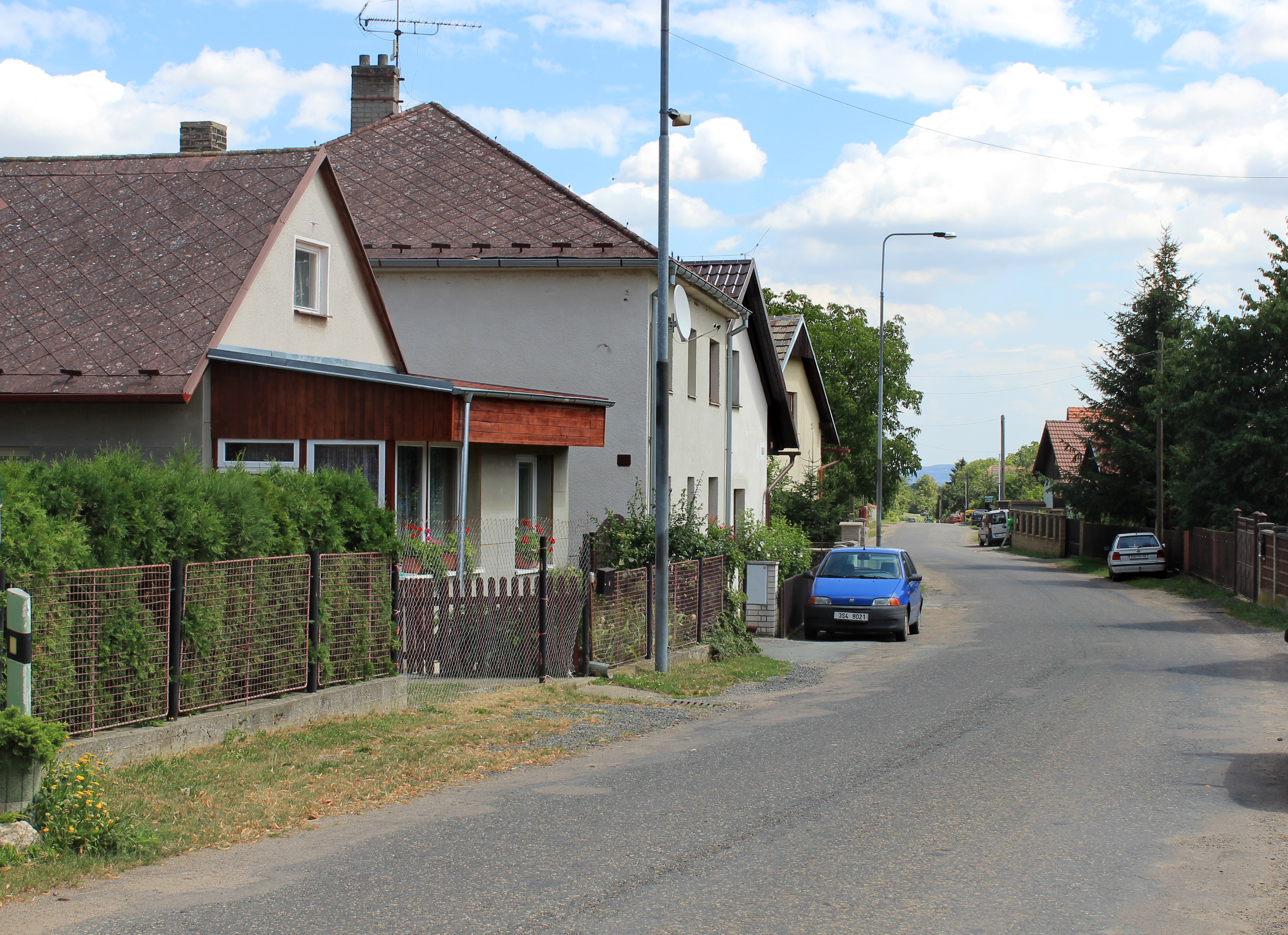
Hlavní silnice
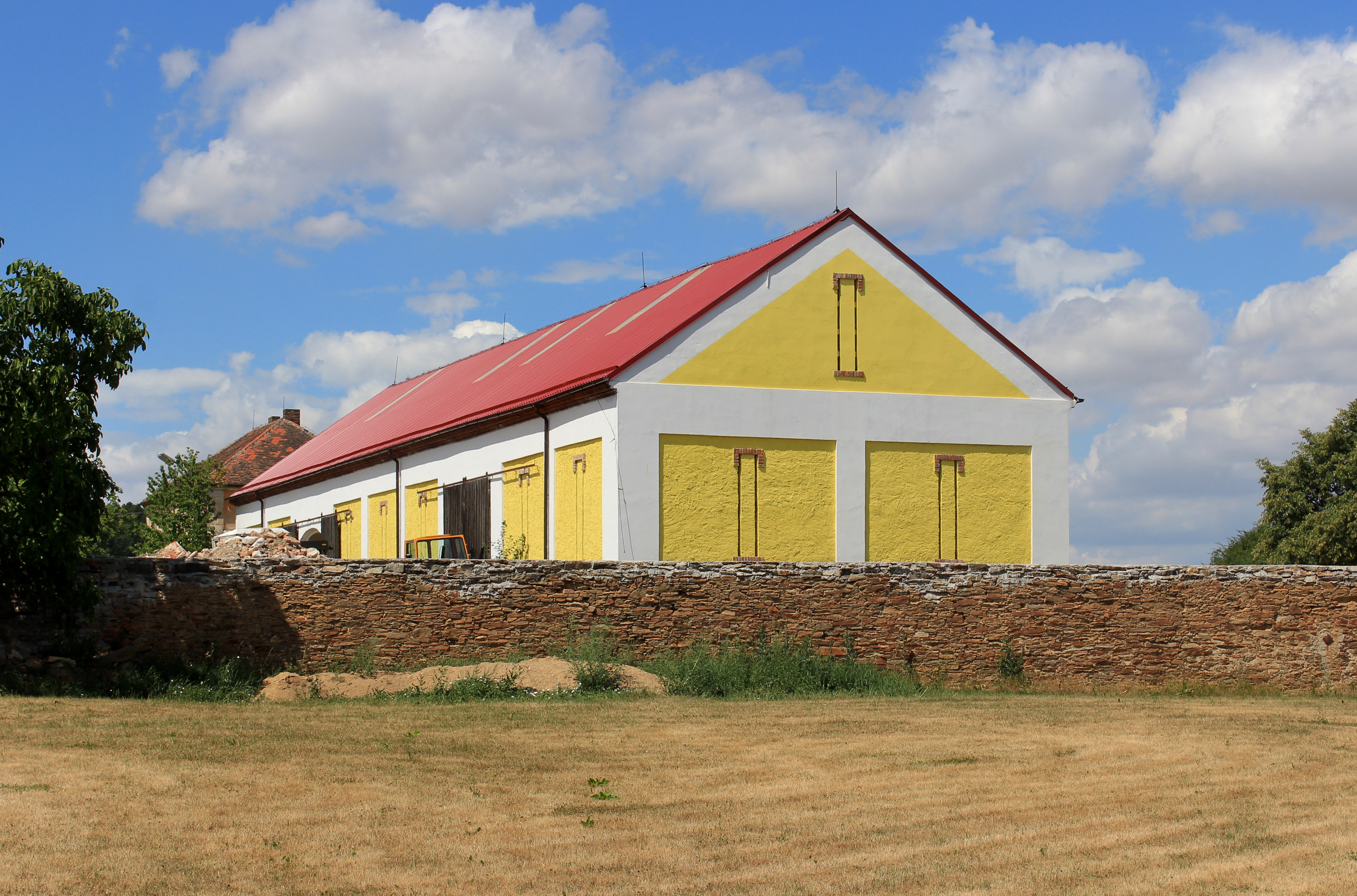
Opravená stodola
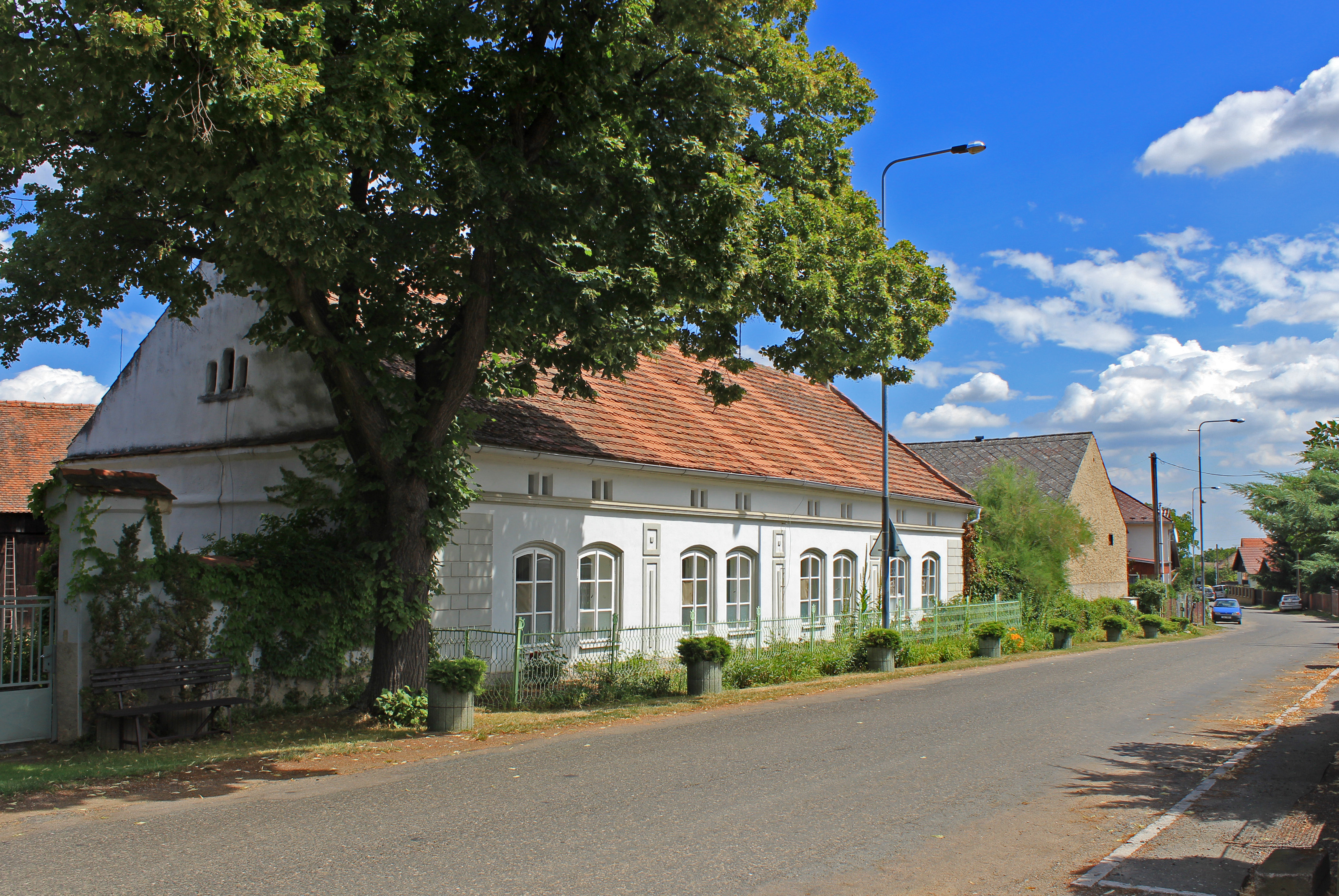
Bývalá škola
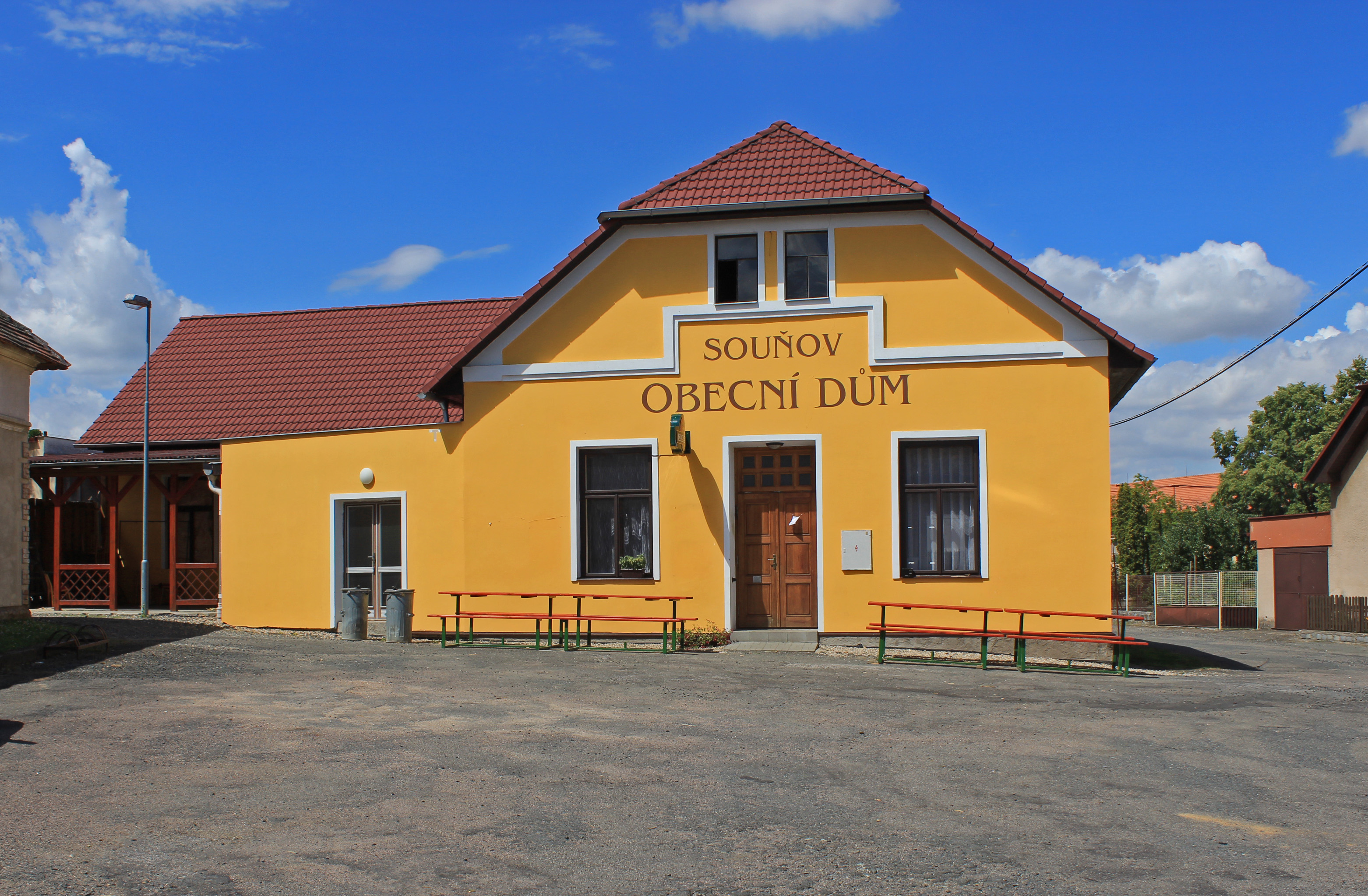
Obecní dům
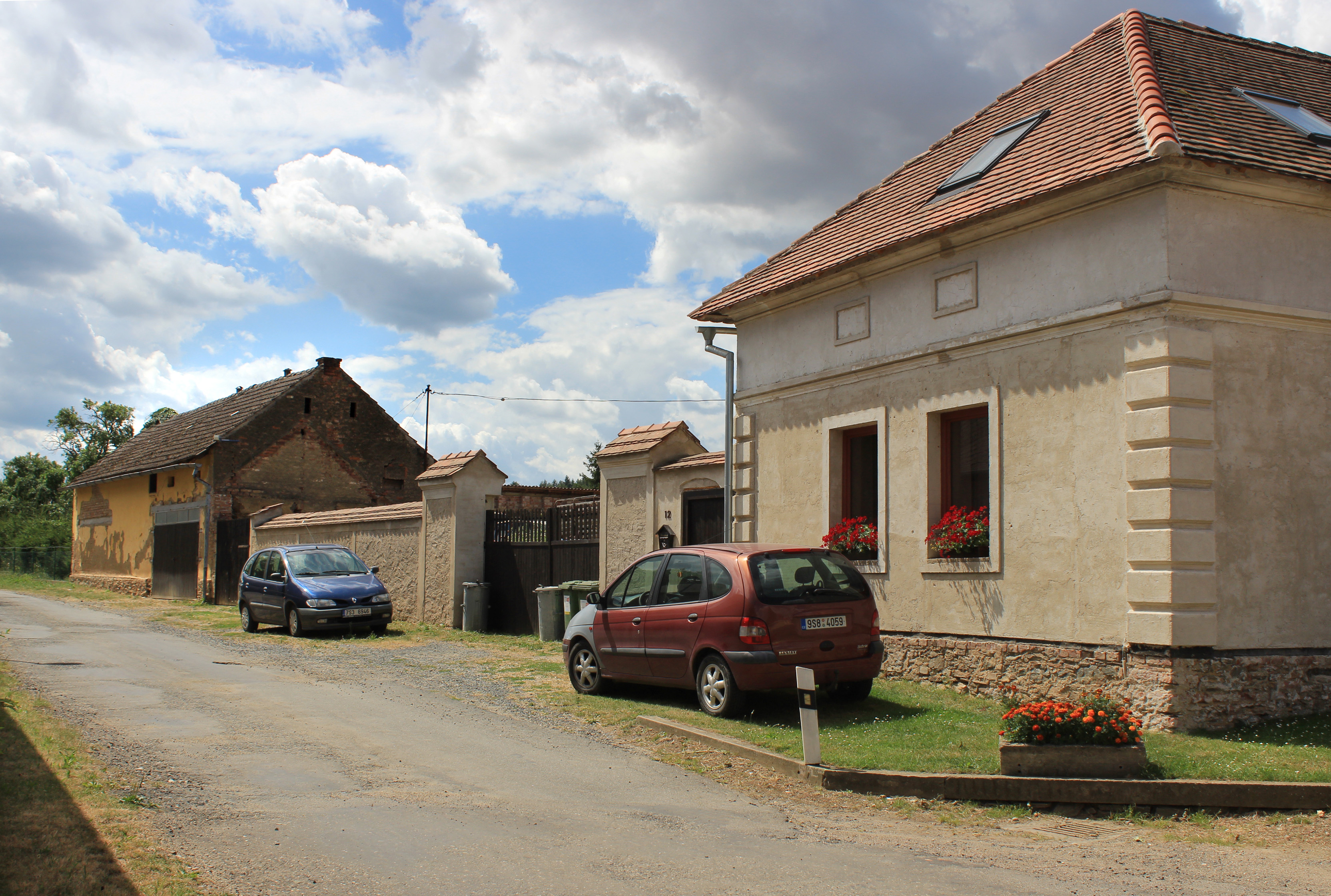
Silnice u obecního úřadu